# NGC 5819
NGC 5819 في الفهرس العام الجديد، هي مجرة، تقع في كوكبة.

## روابط خارجية
- NGC 5819 على موقع ويكي سكاي: DSS2, SDSS, GALEX, IRAS, Hydrogen α, X-Ray, Astrophoto, Sky Map, Articles and images